# Lista de municípios espanhóis raianos
De norte para sul, da foz do rio Minho até à foz do rio Guadiana, lista dos municípios espanhóis que fazem fronteira com Portugal:

## Pontevedra(Galiza)

Mapa municipal da província de Pontevedra

- A Guarda
- O Rosal
- Tomiño
- Tui
- Salvaterra de Miño
- As Neves
- Arbo
- Crecente

## Ourense(Galiza)

Mapa municipal da província de Ourense

- Padrenda
- Quintela de Leirado
- Verea
- Lobeira
- Entrimo
- Lobios
- Muíños
- Calvos de Randín
- Baltar
- Cualedro
- Monterrei
- Oímbra
- Verín
- Vilardevós
- Riós
- A Gudiña
- A Mezquita

## Zamora(Castela e Leão)

Mapa municipal da província de Zamora

- Hermisende
- Requejo
- Pedralba de la Pradería
- Puebla de Sanabria
- Manzanal de Arriba
- Figueruela de Arriba
- Trabazos
- Rábano de Aliste
- Alcanizes
- Fonfría
- Villardiegua de la Ribera
- Torregamones
- Fariza
- Villar del Buey
- Fermoselle

## Salamanca(Castela e Leão)

Mapa municipal da província de Salamanca

- Vilarinho de Aires
- Pereña de la Ribera
- Masueco
- Aldeiadávila da Ribeira
- Mieza
- Vilvestre
- Saucelhe
- Hinojosa de Duero
- Fregeneda
- Sobradillo
- Ahigal de los Aceiteros
- Puerto Seguro
- La Bouza
- Villar de Ciervo
- Aldea del Obispo
- La Alameda de Gardón
- Fontes de Onor
- Espeja
- La Alamedilla
- La Alberguería de Argañán
- Casillas de Flores
- Navasfrías

## Cáceres(Estremadura)

Mapa municipal da província de Cáceres

- Valverde del Fresno
- Cilleros
- Zarza la Mayor
- Alcántara
- Membrío
- Salorino
- Herreruela
- Carbajo
- Santiago de Alcántara
- Herrera de Alcántara
- Cedillo
- Valencia de Alcántara

## Badajoz(Estremadura)

Mapa municipal da província de Badajoz

- La Codosera
- Alburquerque
- San Vicente de Alcántara
- Badajoz
- Olivença[1]
- Alconchel
- Cheles
- Villanueva del Fresno
- Valencia del Mombuey
- Oliva de la Frontera

## Huelva(Andaluzia)

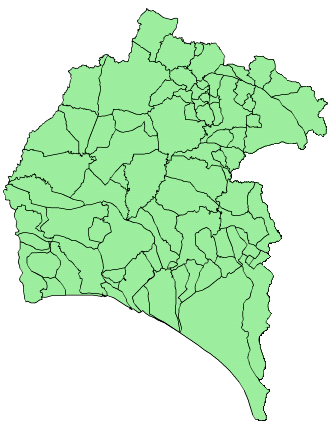
Mapa municipal da província de Huelva

- Encinasola
- Aroche
- Rosal de la Frontera
- Santa Bárbara de Casa
- Paymogo
- Puebla de Guzmán
- El Almendro
- El Granado
- Sanlúcar de Guadiana
- San Silvestre de Guzmán
- Ayamonte